# Bathyplectes rufigaster
Bathyplectes rufigaster är en stekelart som beskrevs av Horstmann 1977. Bathyplectes rufigaster ingår i släktet Bathyplectes och familjen brokparasitsteklar. Inga underarter finns listade.